# Drevdagen
Drevdagen är en ort i Idre socken i Älvdalens kommun, Dalarna, ca 25 km väster om Idre, vid Stordrevdagssjön (Stordrevdagen). Fram till 2010 räknade SCB Drevdagen som en småort.
Byn blev rikskänd 1983 i samband med att kommunen ville lägga ned byns skola. Man inledde en skolstrejk som varade till 1989, då en friskola startades och drevs på försök fram till 1993 års friskolereform.